# Stefano Nepa
Stefano Nepa (Giulianova, 21 de novembro de 2001) é um motociclista italiano que compete na MotoGP (Moto3), pela equipe CIP - Green Power.

## Carreira
Em 2016, estreou no motociclismo ao competir na Elf CIV Moto3 Championship em seu país.
Correu ainda parte da temporada 2018 da CEV Moto3 Junior, Nepa estreou na Moto3 no GP da Itália, inscrito pela equipe NRT Junior Team, sofrendo um acidente que obrigou-o a deixar a corrida. Voltou à divisão menor da MotoGP em junho, desta vez efetivado como titular na CIP - Green Power, onde substituiu o cazaque Makar Yurchenko, demitido pelos maus resultados.